# Алгоритмічна теорія інформації
Алгоритмічна теорія інформації — це галузь інформатики, яка намагається вловити суть складності, використовуючи інструменти з теоретичної інформатики. Головна ідея — визначити складність (або описову складність, колмогоровську складність, складність Колмогорова — Хайтіна) рядка як довжину найкоротшої програми, яка виводить даний рядок. Рядки, які можуть виводитися короткими програмами, розглядаються як не дуже складні. Ця нотація напрочуд глибока і може бути використана для постановки і доведення неможливості деяких результатів так само, як це робить теорема Геделя про неповноту і проблема зупинки Тюрінга.
Цю галузь наприкінці 1960-х років розробили Андрій Колмогоров, Рей Соломонофф і Грегорі Хайтін. Існують кілька варіантів колмогоровської складності або алгоритмічної інформації. Найширше, переважно завдяки Леоніду Левіну (1974), використовується заснована на саморозмежовуваних програмах.
Принцип мінімальної довжини повідомлення (МДП) статистичного та індуктивного виведення і машинного навчання розробили 1968 року Крістофер Воллес і Д. Болтон (D. M. Boulton). МДП — баєсова ймовірність (вона включає попередні переконання) та інформаційно-теоретична. Вона має бажані властивості статистичної інваріантності (виведення трансформується з репараметризацією, наприклад, так само, як здійснюється перехід від полярних координат до декартових), статистичну узгодженість (навіть для дуже складних проблем МДП збігатиметься до будь-якої нижчої моделі) і ефективність (модель МДП збігатиметься до будь-якої істинної нижчої моделі швидко, наскільки можливо). 1999 року Крістофер Воллес і Девід Дав (David L Dowe) показали формальний зв'язок між МДП і алгоритмічною теорією інформації (або колмогоровською складністю).